# 中野サユリ
中野 サユリ（なかの さゆり、1985年9月20日 - ）は、大阪府出身の女性シンガーソングライター。

## 来歴・人物
2000年 、ソニー・ミュージックエンタテインメント主催の『金田一少年の事件簿』ボーカリストオーディションに合格。小室哲哉プロデュースによる同番組のオープニング曲『Never Say Why, Never Say No』で566 featuring 中野さゆりとしてデビュー。
2005年から現在にかけてライブを中心に活動。
2006年 、『OUT★PUT』（テレビ東京）の女性ヴォーカルオーディションに参加し、最終選考まで残る。
2007年 、エース電研のパチンコ台「CR GOKU」主題歌及び挿入歌の為に結成された企画ユニットaaa(エーエーエー)に参加。楽曲プロデュースは元HOUND DOGの蓑輪単志。
2008年3月、自身がボーカルとなったロックバンド「primary color」を結成したが、2009年5月に解散。
2010年5月、中野サユリに改名し、ミニアルバム「ミツケテ」でMID ISLAND RECORDSからソロ・メジャー・デビュー。トータルプロデュースはKiYO(Alias)。タイトル曲「ミツケテ」は石川晃次が編曲・サウンドプロデュースを担当。12月、事務所との契約を終え、現在はフリーランスで活動中。
2011年から地元である箕面市の特命大使に任命され、関西を中心に活動中。

## ディスコグラフィー
アルバム
- ミツケテ（2010年5月19日）
  1. ミツケテ
  2. dreaming
  3. angel
  4. 恋色花火
  5. Swallowtail Butterfly 〜あいのうた〜

参加作品
- Never Say Why, Never Say No（2000年8月9日、TRUE KISS DISC）566 featuring 中野さゆり 名義
- CONFIDENCE／永遠のselena（2007年10月17日、GOODSHIPS MUSIC）aaa 名義
- LOVE STYLE（2008年5月16日）[1]primary color名義、アルバム